# Григорий (Козлов)
Архиепи́скоп Григо́рий (в миру Влади́мир Серге́евич Козло́в; 20 марта 1883, Москва — 29 ноября 1937, Уфа) — епископ Русской православной церкви, архиепископ Уфимский, педагог.

## Биография
Родился в семье московских мещан. Окончил четвёртую московскую гимназию и историко-филологический факультет Московского университета (1909).
Преподавал во Всехсвятской общественной гимназии Москвы, был её заведующим. С 1914 года — преподаватель русского языка и литературы второй мужской гимназии Костромы.
С 15 февраля 1919 года — священник Всехсвятской церкви Костромы, с 28 августа 1920 года — священник Ильинской церкви Костромы. Был пострижен в монашество.
С 20 марта 1922 года — епископ Ветлужский, викарий Костромской епархии. Хиротонию возглавил Патриарх Тихон. В том же году Ветлужский уезд был передан в состав Нижегородской губернии, и епископ Григорий стал викарием Нижегородской епархии.
В 1923 и 1924 годах был дважды арестован.
С февраля 1926 года — епископ Печерский, викарий Нижегородской епархии. Участвовал в попытке тайного заочного избрания Патриарха в 1926 году, склонялся к поддержке кандидатуры митрополита Сергия (Страгородского).
В декабре 1926 года был арестован, в апреле 1927 года приговорён к трём годам лишения свободы, находился в заключении в Соловецком лагере особого назначения, работал на продуктовом складе, некоторое время находился в изоляторе. В ноябре 1929 году освобождён и отправлен в ссылку в Нарымский край. В ноябре 1932 года выслан ещё на три года в город Орёл. В церковных спорах 20-30-х годов поддерживал митрополита Сергия (Страгородского).
После освобождения из ссылки назначен епископом Уфимским (с декабря 1935 года).
В июле 1937 года возведён в сан архиепископа.
Вскоре был арестован вместе со всем духовенством, служившим в Сергиевском кафедральном соборе. Отказался признавать себя виновным. Его подпись под признательным показаниями экспертиза признала фальшивой.
21 ноября 1937 года постановлением Особой тройки НКВД Башкирской АССР был приговорён к высшей мере наказания и вскоре расстрелян.